# Meetje
Een meetje is een stukje bouwland dat is ontgonnen midden in een duingebied. Het is typisch voor de Nederlandse provincie Zeeland.
Meetjes werden vooral aan het eind van de 19de eeuw en aan het begin van de twintigste eeuw aangelegd door arme boeren die geen eigen land hadden op de vruchtbare en dure zeeklei. De relatief arme grond in de duinen was zeer goedkoop om aan te kopen en grote gedeelten van de duinen (met name op Schouwen-Duiveland) veranderden in een lappendeken van kleine akkertjes. 
Het succes van deze manier van akkers aanleggen werd al snel minder toen bleek dat het aanleggen van meetjes de weerbaarheid van de duinen tegen de zee verzwakte. De definitieve doodsteek voor de meetjes kwam in de jaren 50 met de opkomst van de intensivering van de akkerbouw in Nederland.